# Courdemanche, Eure

Courdemanche este o comună în departamentul Eure, Franța. În 1 ianuarie 2022 avea o populație de 593 de locuitori.